# Костёл Святого Франциска Ксаверия и Ангелов-Хранителей и коллегиум иезуитов (Могилёв)
Костёл Святого Франциска Ксаверия и Ангелов-Хранителей и Коллегия иезуитов — римско-католический монастырский и образовательный комплекс в Могилёве. Работал со второй половины XVII века до 1820 (1833) года. Занимал площадь у Королевских ворот в Старом городе (район вокруг Театральной площади), ограниченную улицами Ветряная и Шкловская.
В состав комплекса входили каменные костёл и коллегиум, за которыми вдоль Шкловской улицы располагался двор, окруженный каменным зданием школы и хозяйственными сооружениями. В глубине двора находился монастырский сад.
Костёл и частично  коллегиум были снесены в 1950 -е годы. В наше время вместо восстановления храма появился проект сооружения на месте его фундамента (он сохранился ) офисного здания холдинга «Сервалюкс», которое, однако, было построено в другом месте.

## История

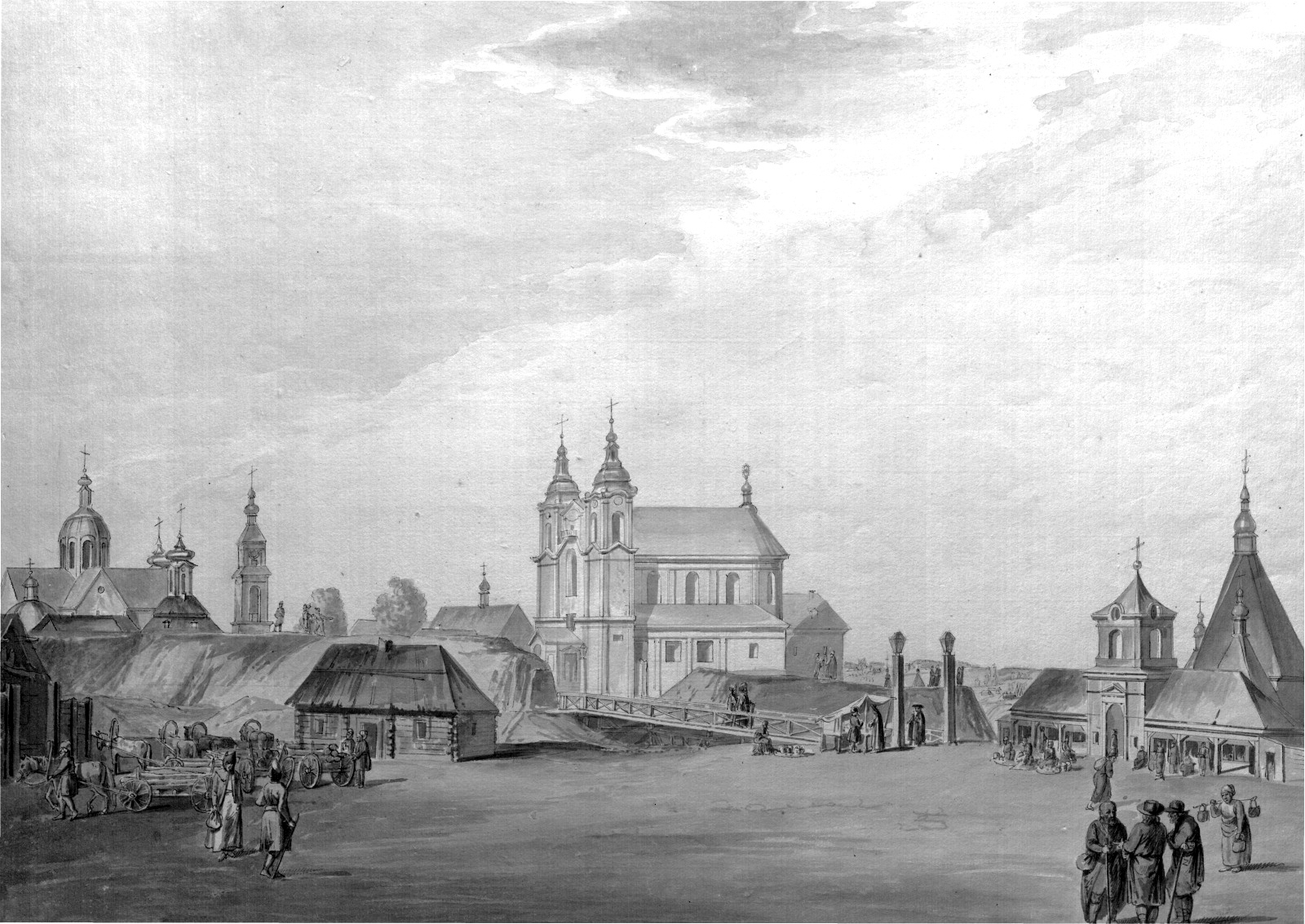
Костёл иезуитов (в центре) акварелью Ю. Пешки

В 1678 году (по другим данным, в 1673  ) смоленский каноник и могилевский настоятель Я. Здановичем была основана иезуитская резиденция, открытая в 1680 году. С 1682 года начала действовать низшая школа (в 1732—1738 годах для нее соорудили каменное помещение)  . Около 1684 года появились музыкальная бурса и школа-интернат, с конца XVII в. действовал театр.
В 1684 году построили каменную часовню Святого Франциска Ксаверия и Ангелов-Хранителей, а в 1686 г. (по другим данным, в 1779 г. ) началось возведение каменного коллегиума . Имена его архитекторов-иезуитов: Я. Алендский, профессор математики и архитектуры В. Абрампольский и др.
Первый деревянный храм при резиденции построили в 1687 г. (сгорела в 1708 г). В 1699 году началось строительство каменного костела Ангелов-Хранителей, Святого Фаддея и Святого Франциска Ксаверия (освящение святыни состоялось в 1725 г. ). В 1720 году была открыта аптека, примерно в 1780 году — музей, где выставлялись ископаемые, бабочки, монеты, медали, действовали физический и химический кабинеты. В 1799 году резиденцию превратили в коллегиум из 6 классов. По состоянию на 1820 год иезуитская библиотека насчитывала 5 тысяч томов. Могилевском иезуитом подчинялись миссии в Гомеле, Фащевка, Хальче, Чечерске и др. Коллегии принадлежали имения Беланичи, Воротыничи, Голынец, Добросневичи, Дубники, Куты, Параевка, Павловка, Турец, Тёплое, Хронев, Ямный и другие.
После роспуска ордена иезуитов (1820)  российские власти закрыли коллегиум и перепрофилировали здание под военно-офицерскую школу. В январе 1826 года в  здании бывшего коллегиума следственная комиссия вела допрос декабристов — членов «Южного общества», участников восстания Черниговского полка, происшедшего 29 декабря 1825 года. Среди офицеров были 3 главные руководители восстания: подпоручик М. П. Бестужев-Рюмин, подполковник С.И. Муравьев-Апостол и подполковник в отставке М. И. Муравьев-Апостол, а также подполковник А. 3. Муравьев, прапорщик Ф. Ф. Вадковский, капитан А. Ф. Фурман, подпоручик Д. А. Молчанов, прапорщик Я. А. Драгоманов, офицер А. А. Лебедев и другие сего через следственную комиссию в Могилеве прошло около 70 декабристов. Для дальнейшего следствия они были вывезены в Санкт-Петербург .
После подавления восстания 1830-1831 года в 1833 году насильно переделали костел в Воскресенскую церковь Московского Патриархата. В 1848 году над крышей здания возвели ненастоящий многогранный барабан, который довольно удачно повторял завершении башен и обогативший силуэт святыни.

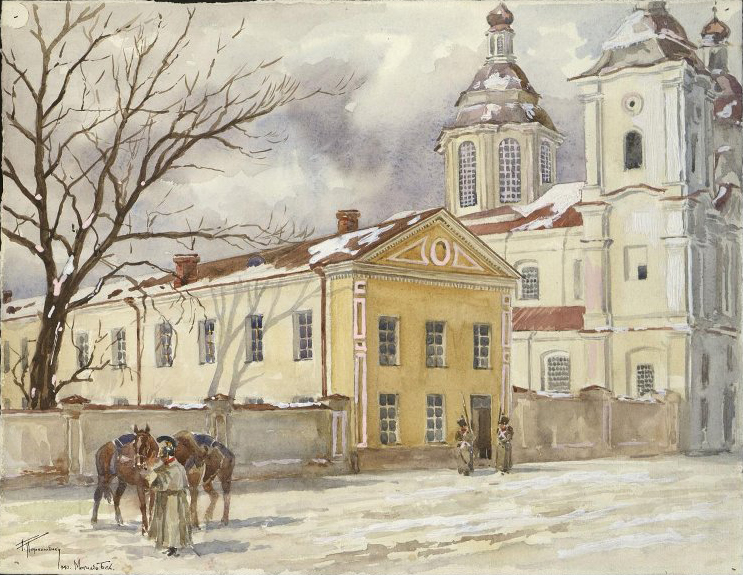
Коллегиум и церковь иезуитов на рисунке Григория Пархоменко. 1940 г.

16 апреля 1929 года городским советом Могилева принято решение об изъятии от группы верующих Воскресенской церкви и передачи ее «Могпромсоюз».
После Второй мировой войны памятник архитектуры снесли советские власти (существует ошибочное мнение , что на его месте в 1983 году был построен 9-этажный жилой дом).

## Архитектура

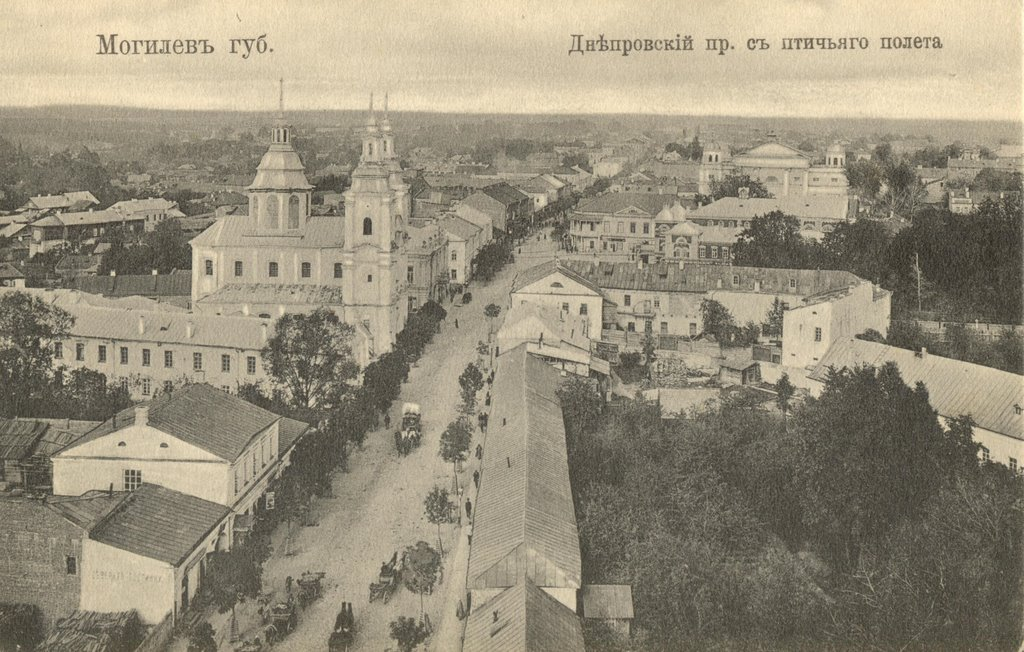
Днепровский проспект: слева - костёл, начало. XX век.

### Костёл
Каменный костел являлся произведением архитектуры стиля барокко и имел близкую архитектоник Минского иезуитской костёла . Это была 3 -нефная базилика с полукруглой апсидой, к которой присоединялись трапециевидные в плане ризницы. Стилистика главного фасада соответствовало переходному этапу от зрелого к позднему барокко: ордерная пластика одновременно насыщенная и строгая. Он завершался двумя башнями (1-ярусные четверики  ) с многоярусными барочными куполами красочного очертания. Фронтальный фасад был украшен ординарной пластикой: ярусные пилястры, фигурные карнизы .
Имел цилиндрические своды с опалубкой на упругих арках. Интерьер украшали коринфские пилястры, стены и своды — фрески.

### Коллегиум

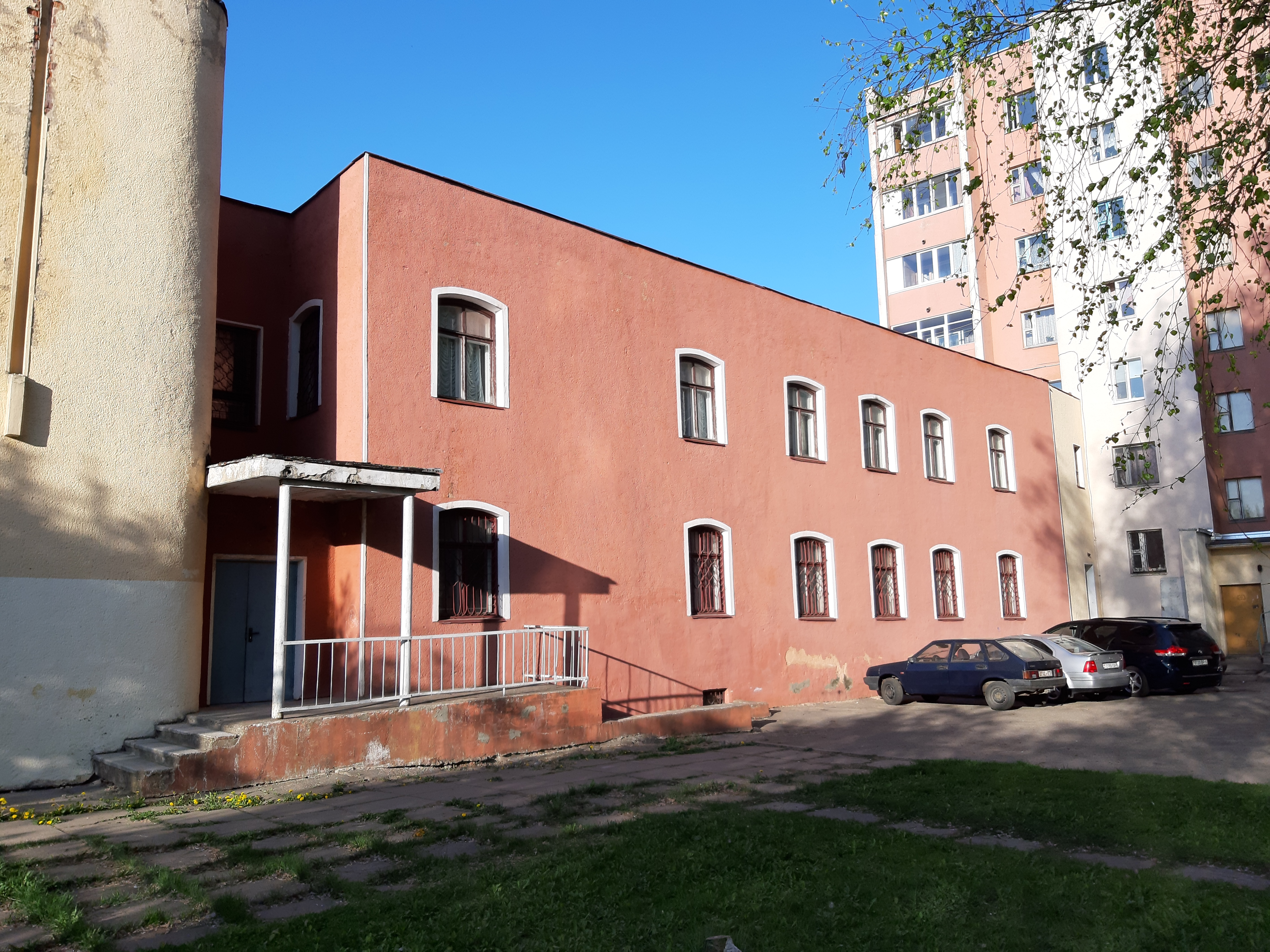
Аутентичная стена иезуитского коллегиума во дворе этнографического музея

Здание коллегиума присоединялось к церкви торцовой стеной. Прямоугольные оконные проемы прорезают гладкие стены.
Ныне на фундаменте коллегиума стоит здание Могилёвского этнографического музея. Внутренняя стена, которая выходит во двор музея, является аутентичной стеной XVIII века., бывшей частью иезуитского коллегиума .